# Satosar
Satosar (nep. सत्तोषर) – gaun wikas samiti w środkowej części Nepalu w strefie Dźanakpur w dystrykcie Dhanusa. Według nepalskiego spisu powszechnego z 2011 roku liczył on 1086 gospodarstw domowych i 5745 mieszkańców (2975 kobiet i 2770 mężczyzn).